# Resolutie 2357 Veiligheidsraad Verenigde Naties
Resolutie 2357 van de Veiligheidsraad van de Verenigde Naties werd unaniem aangenomen door de VN-Veiligheidsraad op 12 juni 2017. Deze resolutie stond landen opnieuw toe om schepen die ervan verdacht werden het wapenembargo tegen Libië te schenden te inspecteren.

## Standpunten
Het Verenigd Koninkrijk had de tekst van de resolutie opgesteld. De vertegenwoordiger van Italië zei het politieke proces in Libië te steunen. De veiligheid op de Middellandse Zee waarborgen was daarbij essentieel. Beide landen spraken hun waardering uit voor de EU-operatie Sophia tegen de smokkel van wapens en olie. De Franse vertegenwoordiger zei dat die operatie meer inzicht had verschaft in de wapentrafieken, en ontradend werkte.
De Russische vertegenwoordiger zei dat de crisis in Libië ook buurlanden destabiliseerde. De prioriteit moest gaan naar het herenigen en opzetten van de overheid van het land. Mensen mochten niet het gevoel krijgen dat men nieuwe scheidingslijnen probeerde te creëren.
Egypte vond dat het Libische leger moest worden uitgezonderd van het wapenembargo, zodat het land zichzelf kon beschermen. Men mocht niet voorbijgaan aan het feit dat er landen waren die terreurgroepen in Libië financierden. Er moest ook meer gedaan worden om illegale wapenopslagplaatsen in het land op te sporen.
De Chinese vertegenwoordiger zei nog dat de resoluties betreffende de inspecties correct moesten worden toegepast, zodat de jurisdictie van de vlaggenstaten niet werd aangetast.

## Achtergrond
Na de val van het regime van kolonel Qadhafi in 2011 werd een nieuw Algemeen Nationaal Congres verkozen om het land te besturen. De oppositie tegen het door islamisten gedomineerde congres was echter groot. Toen het congres begin 2014 zijn eigen legislatuur verlengde, begon een legergeneraal een militaire campagne. Daarop volgden alsnog verkiezingen en kwam de Raad van Volksvertegenwoordigers aan de macht. De islamisten hadden bij die verkiezingen een zware nederlaag geleden, en bleven vasthouden aan het congres. Milities gelieerd aan beide kampen, islamisten en Islamitische Staat bevochten elkaar, en zo ontstond opnieuw een burgeroorlog. Eind 2015 werd een politiek akkoord gesloten waarbij een tijdelijke regering van Nationaal Akkoord werd gevormd.

## Inhoud
In 2011 had men een wapenembargo opgelegd tegen Libië vanwege de opstand tegen het regime van Qadhafi die was uitgebroken. Omdat er veel overtredingen waren, had men in 2016 middels resolutie 2292 toestemming gegeven om een jaar lang verdachte schepen onderweg van of naar Libië op zee te inspecteren. Die toestemming werd met deze resolutie met een jaar verlengd.
Lijst ·  2337 ·  2338 ·  2339 ·  2340 ·  2341 ·  2342 ·  2343 ·  2344 ·  2345 ·  2346 ·  2347 ·  2348 ·  2349 ·  2350 ·  2351 ·  2352 ·  2353 ·  2354 ·  2355 ·  2356 ·  2357 ·  2358 ·  2359 ·  2360 ·  2361 ·  2362 ·  2363 ·  2364 ·  2365 ·  2366 ·  2367 ·  2368 ·  2369 ·  2370 ·  2371 ·  2372 ·  2373 ·  2374 ·  2375 ·  2376 ·  2377 ·  2378 ·  2379 ·  2380 ·  2381 ·  2382 ·  2383 ·  2384 ·  2385 ·  2386 ·  2387 ·  2388 ·  2389 ·  2390 ·  2391 ·  2392 ·  2393 ·  2394 ·  2395 ·  2396 ·  2397